# Sekundærrute 439
Sekundærrute 439 er en rutenummereret landevej i Vestjylland.
Landevejen starter vest for Ejstrupholm hvor den i vestlig retning går tæt forbi Søby Brunkulslejer inden den krydser Midtjyske Motorvej med tilslutningsanlæg 13 ved Arnborg. Den fortsætter mod vest, går nord om Sønder Felding inden den ender ved den østlige indkørsel til Skjern, hvor den mødes med primærrute 11 og 28.
1. ↑  Samlet trafik på det rutenummererede vejnet i 2010